# Raión de Kashin
El raión de Kashin (ruso: Ка́шинский райо́н) es un distrito administrativo (raión) ruso perteneciente a la óblast de Tver. Su forma de autogobierno local es desde 2018 la de ókrug urbano (Ка́шинский городской округ), albergando su territorio un único ayuntamiento con sede en la capital distrital homónima. Se ubica en el este de la óblast.
En 2020, el raión tenía una población de 23 520 habitantes, de los cuales unos catorce mil vivían en la ciudad de Kashin. Los otros nueve mil habitantes se reparten en 396 pedanías, de las cuales las más pobladas son Tetkovo, Vérjniaya Troitsa, Stulovo y Unitsy, todas ellas con una población de entre cuatrocientos y ochocientos habitantes cada una.
El raión es limítrofe al este con la óblast de Yaroslavl.